# In Your House 8: Beware of Dog
In Your House 8: Beware of Dog è stato un evento prodotto dalla World Wrestling Federation. L'evento si svolse originariamente il 26 maggio 1996 al Florence Civic Center di Florence, Carolina del Sud. A causa di una forte tempesta di fulmini, soltanto due match furono trasmessi in televisione. Così due giorni dopo, il 28 maggio 1996, al North Charleston Coliseum di North Charleston, South Carolina, fu ritrasmesso il pay per view, con i due match già trasmessi ed il resto dello show.
È stato l'unico pay-per-view nella storia della WWF a svolgersi nella Carolina del Sud.

## Main event
Il main event fu il Casket match con in palio il WWF Intercontinental Championship tra il campione in carica, Goldust (con Marlena), e lo sfidante, The Undertaker (con Paul Bearer). Durante l'incontro, Undertaker eseguì la sua mossa finale Tombstone piledriver su Goldust e si apprestò a rinchiuderlo nella bara posizionata a bordo ring. Tuttavia, quando Undertaker aprì la bara, da essa sbucò fuori Mankind che imprigionò Undertaker nella sua presa di sottomissione Mandible Claw, rinchiudendolo poi nella bara, dando così la vittoria del match a Goldust che quindi mantenne l'Intercontinental Championship. Dopo il match, Mankind sedette sul coperchio della bara fino a quando da essa cominciò ad uscire del fumo, poi si ritirò nel backstage mentre Paul Bearer ed alcuni del personale WWF tentavano di aprire la bara. Quando vi riuscirono, Undertaker era sparito. Le luci nell'arena si spensero e la musica d'ingresso di Undertaker risuonò nell'aria mentre il pay-per-view giungeva al termine.

## Risultati
26 maggio
| #            | Incontri | Stipulazioni                                          | Durata |
| ------------ | --- | ----------------------------------------------------- | ------ |
| Free for all | The Smoking Gunns (Bart e Billy Gunn) hanno sconfitto The Godwinns (Henry O. Godwinn e Phineas I. Godwinn) (c) (con Sunny)            | Tag team match per il WWF Tag Team Championship       | 04:57  |
| Dark match   | Bob Holly ha sconfitto Isaac Yankem                                                                                                   | Single match                                          | N/A    |
| 1            | Marc Mero (con Sable) ha sconfitto Hunter Hearst Helmsley                                                                             | Single match                                          | 16:23  |
| Dark match   | Savio Vega ha sconfitto Steve Austin (con Ted DiBiase)                                                                                | Caribbean Strap match                                 | 15:00  |
| Dark match   | Yokozuna ha sconfitto Vader (con Jim Cornette)                                                                                        | Single match                                          | 03:00  |
| Dark match   | Goldust (c) (con Marlena) ha sconfitto The Undertaker (con Paul Bearer)                                                               | Casket match per il WWF Intercontinental Championship | 08:00  |
| Dark match   | Jake Roberts ha sconfitto Justin Bradshaw (con Uncle Zebekiah)                                                                        | Single match                                          | 00:30  |
| 2            | Shawn Michaels (c) (con José Lothario) vs. The British Bulldog (con Clarence Mason, Diana Smith e Owen Hart) termina in un no contest | Single match per il WWF Championship                  | 17:21  |
| Dark match   | Ahmed Johnson ha sconfitto Jerry Lawler                                                                                               | Single match                                          | 07:00  |
| Dark match   | The Ultimate Warrior ha sconfitto Owen Hart                                                                                           | Single match                                          | 04:00  |

28 maggio
| # | Incontri                                                                | Stipulazioni                                          | Durata |
| - | ----------------------------------------------------------------------- | ----------------------------------------------------- | ------ |
| 1 | Savio Vega ha sconfitto Steve Austin (con Ted DiBiase)                  | Caribbean Strap match                                 | 21:27  |
| 2 | Vader (con Jim Cornette) ha sconfitto Yokozuna                          | Single match                                          | 08:53  |
| 3 | Goldust (c) (con Marlena) ha sconfitto The Undertaker (con Paul Bearer) | Casket match per il WWF Intercontinental Championship | 12:36  |